# Naturschutzgebiet Niersseitenarme und Niersmoräste bei Hüdderath
Koordinaten: 51° 36′ 46″ N, 6° 14′ 44″ O
Das Naturschutzgebiet Niersseitenarme und Niersmoräste bei Hüdderath liegt auf dem Gebiet der Gemeinde Weeze im Kreis Kleve in Nordrhein-Westfalen.
Das Gebiet erstreckt sich südöstlich des Kernortes Weeze und nördlich der Weezer Bauerschaft Hüdderath entlang der nördlich fließenden Niers, eines rechten Zuflusses der Maas. Westlich des Gebietes verläuft die B 9, nordwestlich erstreckt sich das 22,0 ha große Naturschutzgebiet Niersaltarm bei Weeze.

## Bedeutung
Für Weeze ist seit 1986 ein rund 19,5 ha großes Gebiet unter der Kenn-Nummer KLE-026 als Naturschutzgebiet ausgewiesen.